# 913
913 (CMXIII) var ett normalår som började en fredag i den julianska kalendern.

## Händelser

### Sommaren
- Juli eller augusti – Sedan Anastasius III har avlidit i juni väljs Lando till påve.

### Okänt datum
- Konstantin VII blir bysantinsk kejsare.

## Födda
- Gerberga av Sachsen, drottning av Frankrike.
- Nikeforos II Fokas, kejsare av Bysantinska riket.

## Avlidna
- Juni – Anastasius III, påve sedan 911.